# 氢化铯
氢化铯（CsH）是铯和氢的化合物。氢化铯是金属蒸汽中光诱导粒子生成中产生的第一种物质 在应用铯的离子推进系统的早期研究中很有希望。
CsH中的铯核可以通过与光泵铯蒸汽反应被超极化，这一光泵称为自旋交换光泵（SEOP）。SEOP能以数量级程度增加铯核的核磁共振（NMR）信号。

## 晶体结构
在常温和大气压强下，CsH与NaCl的结构相同。